# سباق السرعة الفردية لفرق السيدات في بطولة الدراجات على المضمار
سباق السرعة الفردية لفرق السيدات في بطولة الدراجات على المضمار هو أحد سباقات بطولة العالم للدراجات على المضمار للسيدات.

## الميداليات
| البطولة | الذهبية                                         | الفضية                                            | البرونزية                                        |
| ------- | ----------------------------------------------- | ------------------------------------------------- | ------------------------------------------------ |
| 2007    | فيكتوريا بندلتون · شانازي ريد · بريطانيا العظمى | Yvonne Hijgenaar · Willy Kanis · هولندا           | كريستين بايلي · آنا مارس · أستراليا              |
| 2008    | فيكتوريا بندلتون · شانازي ريد · بريطانيا العظمى | غونغ جينجي · تشنغ اللولو · الصين                  | دانا معان · ميريام ويلت · ألمانيا                |
| 2009    | كارلي مكولوتش · آنا مارس · أستراليا             | فيكتوريا بندلتون · شانازي ريد · بريطانيا العظمى   | Gintare Gaivenyte · سيمونا كروبيكيت · ليتوانيا   |
| 2010    | كارلي مكولوتش · آنا مارس · أستراليا             | غونغ جينجي · لين جونهونغ [الإنجليزية] · الصين     | Gintare Gaivenyte · سيمونا كروبيكيت · ليتوانيا   |
| 2011    | كارلي مكولوتش · آنا مارس · أستراليا             | فيكتوريا بندلتون · جيسيكا ورنيش · بريطانيا العظمى | غونغ جينجي · قوه شوانغ · الصين                   |
| 2012    | كريستينا فوجل · ميريام ويلت · ألمانيا           | كارلي مكولوتش · آنا مارس · أستراليا               | غونغ جينجي · قوه شوانغ · الصين                   |
| 2013    | كريستينا فوجل · ميريام ويلت · ألمانيا           | غونغ جينجي · قوه شوانغ · الصين                    | فيكتوريا ويليامسون · بيكي جيمس · بريطانيا العظمى |
| 2014    | كريستينا فوجل · ميريام ويلت · ألمانيا           | لين جونهونغ [الإنجليزية] · تشونغ تيانشي · الصين   | جيسيكا ورنيش · بيكي جيمس · بريطانيا العظمى       |
| 2015    | غونغ جينجي · تشونغ تيانشي · الصين               | داريا شمليفا · أناستازيا فوينوفا · روسيا          | كارلي مكولوتش · آنا مارس · أستراليا              |

## حسب البلد
| الترتيب | منتخب           | ذهبية | فضية | برونزية | المجموع |
| ------- | --------------- | ----- | ---- | ------- | ------- |
| 1       | أستراليا        | 3     | 1    | 2       | 6       |
| 2       | ألمانيا         | 3     | 0    | 1       | 4       |
| 3       | بريطانيا العظمى | 2     | 2    | 2       | 6       |
| 4       | الصين           | 1     | 4    | 2       | 7       |
| 5       | هولندا          | 0     | 1    | 0       | 1       |
| 5       | روسيا           | 0     | 1    | 0       | 1       |
| 7       | ليتوانيا        | 0     | 0    | 2       | 2       |